# 四方子供曳山祭り
四方子供曳山祭り（よかたこどもひきやままつり）は富山県富山市四方地区にて、毎年4月29日に行われる四方神社の春季祭礼と、9月23日に行われる神明社の秋季祭礼である。

## 概要
江戸時代中期より始まったとされる曳山祭りは、獅子舞、神輿ならびに6基の曳山が曳かれていたが、1945年（昭和20年）の大火により焼失した。その後、戦後に小型の曳山を建造し子供曳山として復活したものである。現在は12町により曳山と、獅子舞、子供神輿を春季、秋季の祭礼で神社でのお祓いのあと、囃子に合わそれぞれの町内を巡行する。2018年（平成30年）春の祭礼より12基が6基2列で揃って練り歩いている。
また家内安全祈願の風習として、近くの八重津浜から持ってきた砂を、各家庭の前の道路に山盛りにし、それを獅子が蹴散らし清めその後神輿が渡御する。
2006年（平成18年）には「とやまの文化財百選（とやまの祭り百選部門）」に選定されている。

## 曳山
曳山（山車）は高さ3〜4mの小型のもので、高岡の御車山を小型にした地車に鉾柱（心柱）を立て、鉾柱（心柱）の上部に造花で出来た花を付けた割竹を放射状に広げた花山車（花鉾山）で、鉾柱（心柱）の先端には標識（だし）といわれる鉾留があるものもある。車輪は4輪の大八車（外車）様式で、輻車（やぐるま〔スポーク式〕）または板車である。

### 曳山を保有する町

#### 現在
西港町、東港町、新出町、江代町、南町、一番町、東野割町、恵比須町、田町、神明町

#### 1945年以前
一番町、二番町、上中町、北中町、恵比須町、野割町

### 神輿を保有する町
西野割町

## 曳歌
四方子供曳山には古くから口頭で伝わる「曳歌」があり、1960年代頃まで曳山巡行のさい子供達が、「オッペケタイサンノーヤノーヤノヤ（ノーエ）」と唄いながら町内を巡行していたが、楽譜などがなく、録音音源も残っていないため廃れていった。
2019年、平成から令和に元号が替わるにあたり曳歌復活に向け、歌詞を郷土史などの文献より、旋律は地元の住民より聞き出し、四方小学校4〜6年生の児童や地元の住民によって歌のCDを制作し各町内に配布、50年以上の時をへて2019年（平成31年）の祭礼より、CDを再生しながら曳山を曳く。